# Kepler Interactive
Kepler Interactive — компания по изданию видеоигр, основанная в сентябре 2021 года со штаб-квартирами в Лондоне и Сингапуре. Компания находится в совместном владении группы независимых разработчиков видеоигр. В число изданных ей игр входят Tchia, Scorn, Sifu и Clair Obscur: Expedition 33.

## История
Kepler Interactive была основана в сентябре 2021 года Алексисом Гараваряном, соучредителем игрового инвестиционного фонда Kowloon Nights. Позиционируя себя как издательскую группу разработчиков, Kepler изначально находилась в совместном владении семи независимых студий: A44 (разработчик Ashen), Alpha Channel, Awaceb, Ebb Software, Shapefarm, Sloclap (разработчик Absolver) и Timberline Studio. Каждая из участвующих студий имела равное право голоса в процессе принятия решений издательским лейблом и могла делиться ресурсами и финансовыми выгодами, при этом Kepler не вмешивалась в операционную деятельность студий, позволяя им оставаться независимыми. Компания получила финансирование в размере $120 млн от китайской игровой компании NetEase, ставшей миноритарным акционером. В 2022 году выручка студии достигла $50 млн, чему способствовал выпуск игр Scorn от Ebb Software и Sifu от Sloclap.
В 2023 году Kepler запустила сервис по white-label изданию игр, предоставляющий маркетинговые и издательские услуги для разработчиков игр. Eternights от Studio Sai стала первым видеоигровым проектом, воспользовавшимся этой программой. К Kepler также присоединились дополнительные разработчики, в том числе The Gentlebros (создатель серии Cat Quest) и новая студия Sandfall Interactive. Компания также сотрудничала с Ironwood Studios в издании и выпуске игры Pacific Drive.

## Изданные игры
| Год  | Название                     | Платформы                                                                         | Разработчик                | Примечание |
| ---- | ---------------------------- | --------------------------------------------------------------------------------- | -------------------------- | ---------- |
| 2022 | Sifu                         | Windows, Nintendo Switch, PlayStation 4, PlayStation 5, Xbox One, Xbox Series X/S | Sloclap                    |            |
| 2022 | Scorn                        | Windows, PlayStation 5, Xbox Series X/S                                           | Ebb Software               |            |
| 2023 | Tchia                        | Windows, PlayStation 4, PlayStation 5                                             | Awaceb                     |            |
| 2024 | Ultros                       | Windows, PlayStation 4, PlayStation 5                                             | Hadoque                    | [ 8 ]      |
| 2024 | Pacific Drive                | Windows, PlayStation 5                                                            | Ironwood Studios           |            |
| 2024 | Cat Quest III                | Windows, Nintendo Switch, PlayStation 4, PlayStation 5, Xbox One, Xbox Series X/S | The Gentlebros             |            |
| 2024 | Flintlock: The Siege of Dawn | Windows, PlayStation 4, PlayStation 5, Xbox One, Xbox Series X/S                  | A44                        |            |
| 2025 | Bionic Bay                   | Windows, PlayStation 5                                                            | Mureena, Psychoflow Studio |            |
| 2025 | Clair Obscur: Expedition 33  | Windows, PlayStation 5, Xbox Series X/S                                           | Sandfall Interactive       | [ 9 ]      |